# Stazione di Crucoli
La stazione di Crucoli è una stazione ferroviaria posta sulla ferrovia Jonica. Serve il centro abitato di Crucoli.

## Storia

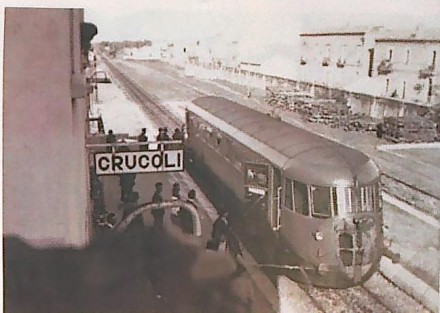
Stazione di Crucoli negli anni '50

La stazione esiste dal 1º giugno 1874, data in cui venne inaugurata la tratta Cariati - Crotone della ferrovia Jonica.

## Strutture e impianti
La stazione dispone di 2 binari per il servizio viaggiatori. È presente un monitor per fornire informazioni ai passeggeri. La stazione, come quasi tutte le stazioni della linea Jonica, è priva di biglietteria e di sala d'aspetto.

## Movimento
La stazione è servita dai treni regionali operati da Trenitalia nell'ambito del contratto di servizio stipulato con la regione Calabria.